# Danique van Ginkel
Danique van Ginkel (Achterveld, 25 april 2001) is een Nederlands voetbalspeelster. Ze speelt als middenvelder voor FC Twente in de Vrouwen Eredivisie.

## Clubcarrière
Danique van Ginkel speelde in haar jeugdjaren voor SV Saestum uit Zeist. In 2019 stapte ze over naar sc Heerenveen.
Op 23 augustus 2019 maakte van Ginkel haar debuut voor sc Heerenveen in de Vrouwen  Eredivisie door in de basis te starten in een thuiswedstrijd tegen PSV.
Na vier seizoenen in Friesland te hebben gevoetbald, maakte van Ginkel in 2022 de overstap naar FC Twente.
In een uitwedstrijd op 16 september 2022 tegen VV Alkmaar maakte van Ginkel haar debuut voor FC Twente. In het seizoen 2023/24 maakte van Ginkel in een uitwedstrijd tegen haar oude club sc Heerenveen op 31 januari 2024 haar eerste doelpunt in de Vrouwen Eredivisie. Aan het einde van het seizoen 2023/24 werd Van Ginkel met FC Twente landskampioen van de Vrouwen Eredivisie.
Vanaf het seizoen 2024/25 is Van Ginkel aanvoerster van de Tukkers na het vertrek van Renate Jansen. Op 8 april 2025 tekende ze een nieuwe verbintenis die haar tot medio 2027 aan FC Twente verbonden houdt.

## Statistieken
| Seizoen | Club          | Land      | Competitie         | Wedstrijden | Doelpunten |
| ------- | ------------- | --------- | ------------------ | ----------- | ---------- |
| 2019/20 | SC Heerenveen | Nederland | Eredivisie         | 12          | 0          |
| 2020/21 | SC Heerenveen | Nederland | Vrouwen Eredivisie | 19          | 0          |
| 2021/22 | SC Heerenveen | Nederland | Vrouwen Eredivisie | 3           | 0          |
| 2022/23 | FC Twente     | Nederland | Vrouwen Eredivisie | 18          | 0          |
| 2023/24 | FC Twente     | Nederland | Vrouwen Eredivisie | 18          | 1          |
| 2024/25 | FC Twente     | Nederland | Vrouwen Eredivisie | 22          | 2          |
| Totaal  | Totaal        | Totaal    | Totaal             | 92          | 4          |

Laatste update: 14 juli 2025

## Interlandcarrière
Van Ginkel is als jeugdinternational uitgekomen voor Nederland -17,  Nederland -19 en  Nederland -23.
1 De Jong ·
2 Everaerts ·
4 Carleer ·
5 Knol ·
6 Groenewegen ·
7 Hulst ·
8 Van Ginkel ·
9 Ravensbergen ·
10 Van Dooren ·
11 Tuin ·
12 Vliek ·
14 Rijsbergen ·
15 Diekman ·
16 Lemey ·
17 Andradóttir ·
18 Te Brake ·
19 Proost ·
20 Van Dijk ·
21 Oude Elberink ·
22 Bussman ·
23 Verdaasdonk ·
24 Galic ·
25 Van der Vegt ·
26 Vissers ·
29 Ivens ·
Coach: Pot
· Assistent-coach: Bakker